# Westner Schührer Zöhrer
Westner Schührer Zöhrer ist ein deutsches Architekturbüro, das 2016 von Andreas Westner, Werner Schührer und Christian Zöhrer in München gegründet wurde.

## Partner
Andreas Schön (* 1979; geb. Westner) studierte bis 2010 Architektur an der Hochschule München und an der ETH Zürich. Er arbeitete bei Andreas Meck in München, bei Hosoya Schaefer in Zürich (2009–11) und bei OMA in New York (2011–12). Zwischen 2013 und 2016 war er Partner von VierZuEins in München. Westner lehrte als wissenschaftlicher Mitarbeiter bei Mark Michaeli an der TU München (2012–19).
Werner Schührer (* 1978) studierte Architektur an der Hochschule München und an der ETH Zürich. Er arbeitete bei Andreas Meck und bei Hess Talhof Kusmierz in München und bei Christian Kerez in Zürich. Schührer lehrte als wissenschaftlicher Mitarbeiter bei Bruno Krucker und Stephen Bates an der TU München (2016–19).
Christian Zöhrer (* 1979) studierte Architektur an der Hochschule München und an der ETH Zürich. Er arbeitete bei Peter Haimerl in München und bei Kaufmann Ruef im Vorarlberg. Zöhrer lehrte als wissenschaftlicher Mitarbeiter bei Sophie Wolfrum an der TU München (2014–19).

## Bauwerke

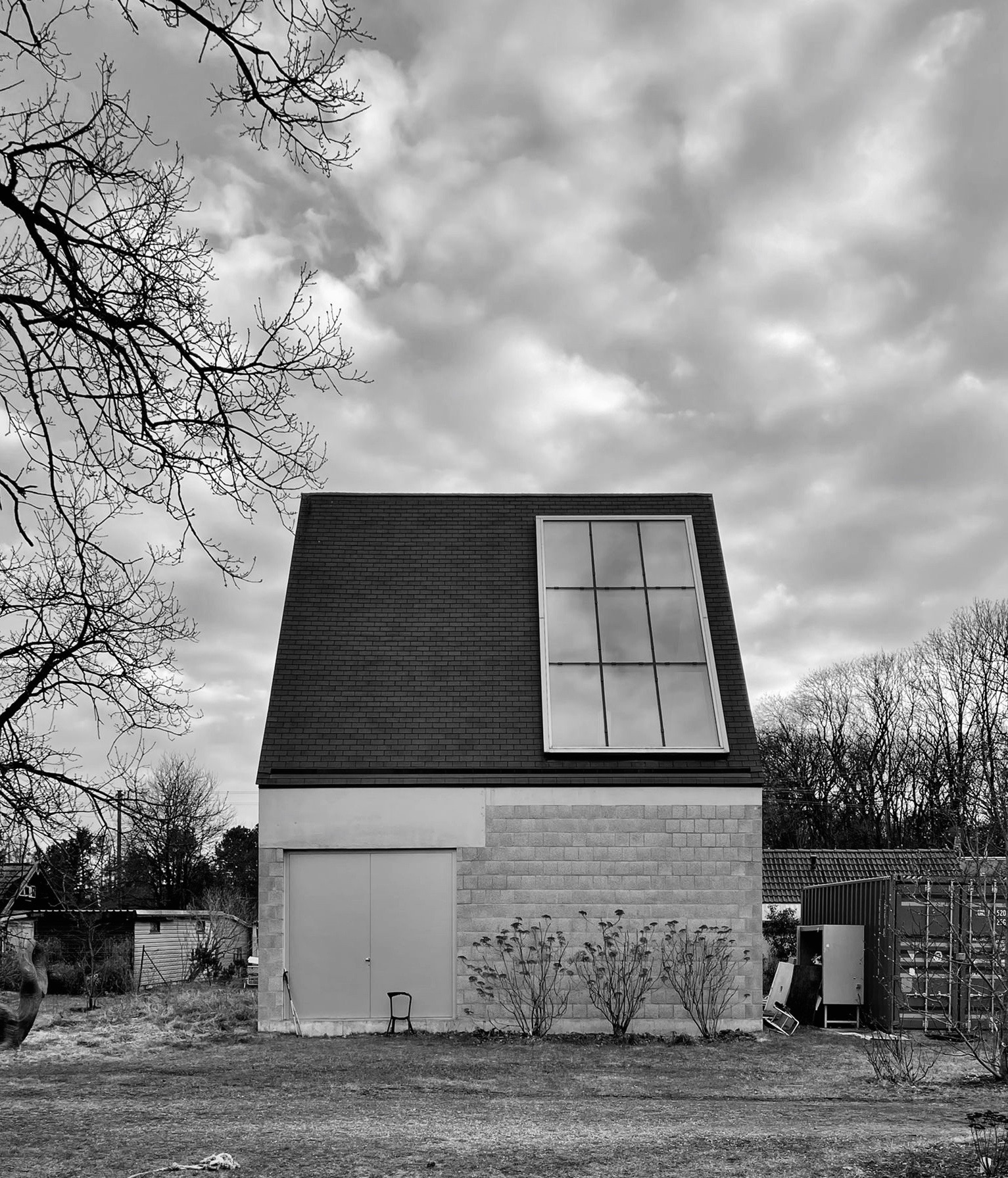
Ateliergebäude Oehlen

Die Bauten von Westner Schührer Zöhrer wurden u. a. von Sebastian Schels und Simon Burko fotografiert.
- 2017: Ballhaus Heinrich-Wieland-Straße, München
- 2017: Atelierhaus Oehlen, München

- 2018: Glasdach Staatliche Bibliothek Passau
- 2017–19: Vereinsgebäude, Olympiapark München[1]
- 2019–20: Gartenhaus, Oed[2]
- 2019–24: Genossenschaftliches Wohnen, München-Freiham mit 03 Architekten, ENEFF Architekten, Illiz Architektur und Uniola Landschaftsarchitektur
- 2018–24: Kindergarten St. Thomas Morus, München
- 2018–26: Pfarrzentrum St. Thomas Morus, München
- seit 2024: Parkhaus, Kolbermoor mit merz kley partner[3]

## Auszeichnungen und Preise
- 2016 und 2018: Nominierungen – Förderpreis für Architektur der Landeshauptstadt München[4]
- 2019: Auszeichnung – BDA Preis Bayern für Atelierhaus Oehlen, München-[5]
- 2019: Bauwelt Preis für Atelierhaus Oehlen, München-[6]
- 2021: BDA Regionalpreis Oberbayern für Vereinsgebäude, Olympiapark München[7][8]
- 2022: Nominierung – DAM Preis für Gartenhaus, Oed[9]
- 2025: BDA Preis Bayern für Genossenschaftliches Wohnen, München-Freiham

## Mitarbeiter
- seit 2024: Roman Holzinger
- 2019–20: Laura Brixel
- Massimo Falconi
- Alessandro Mussoni

## Bücher (Auswahl)
- archithese 3/2018
- Perlen. Ausgewählte Freiräume in München. Franz Schiermeier Verlag, München 2020 mit Beiträgen von Nicolette Baumeister, Matthias Castorph, Johannes Ernst, Benedict Esche, Peter Haimerl, Gottfried Hansjakob, Benedikt Hartl, Andreas Hild, Thomas Jocher, Karl R. Kegler, Elisabeth Merk,  Dionys Ottl, Ritz Ritzer, Amandus Sattler, Karin Schmid, Martin Schnitzer, studioeuropa, Christiane Thalgott, Ludwig Wappner, Westner Schührer Zöhrer, Sophie Wolfrum, Tochtermann Wündrich, Max Otto Zitzelsberger[10]